# フラン (チョコレート菓子)

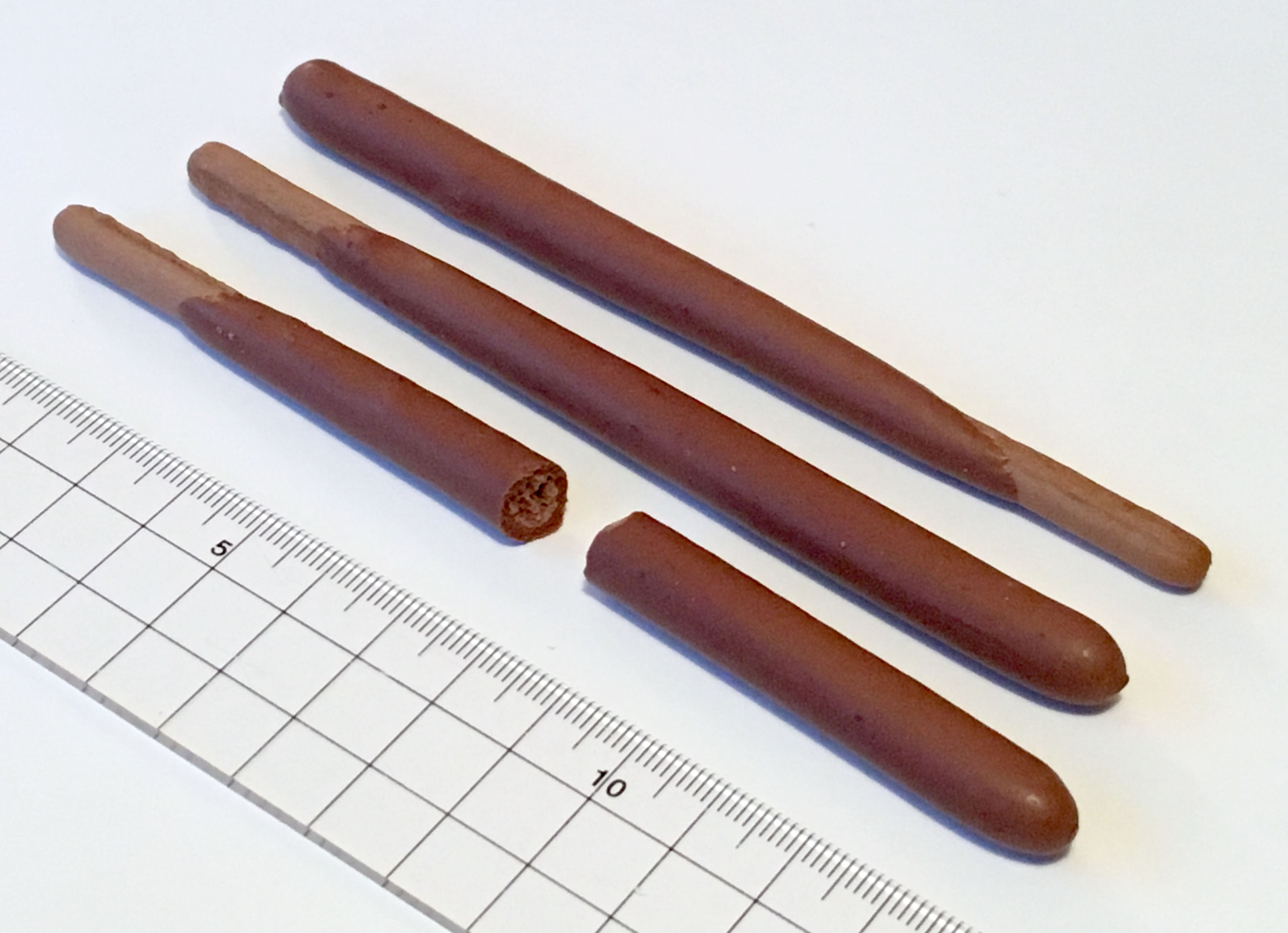
オリジナルショコラ

Fran（フラン）は、かつて株式会社明治が販売していたチョコレート菓子の商品名。2種類の味の商品が定番商品としてあり、定期的に新しい味の商品に切り替わる。また、他社製品や明治が販売する他のチョコレート使用菓子（例：Meltykissの抹茶を使用した商品）とコラボした商品や期間限定の味の商品も販売していることがある。
ココア風味のスティックビスケットにムースタイプのやわらかいチョコレートをコーティングした商品で、1998年に一部地域でテスト販売を行った結果、好評を博して1999年に当時の明治製菓から全国発売され、発売当初は品切れや生産が追いつかなくなるなどの現象が発生した。
チョコがかかっている軸部分はビスケットと呼ばれる。また、ポッキーのスティックの端部は直線なのに対し、こちらのスティックは端が丸くなっている。
2023年9月に販売を終了した。

## 歴代CM出演者・CMソング
- GLAY (1999年)
  - 『Will Be King』GLAY
- 安室奈美恵（2000年）
  - 『PLEASE SMILE AGAIN』安室奈美恵
  - 『think of me』安室奈美恵
- 松嶋菜々子（2001年）
- 香取慎吾（2002年-2003年）
- デビッド・ベッカム
  - 『この広い野原いっぱい』森山良子
- 中島美嘉
  - 『Carrot & Whip』中島美嘉
- 米倉涼子・中尾ミエ
- 沢尻エリカ
  - 『fake star』平井堅
- EXILE
  - 『If ～I know～』EXILE
  - 『優しい光』EXILE
  - 『ただ…逢いたくて』EXILE
- 相沢紗世・蛯原友里
- Snow Man

## 競合商品
- ムースポッキー - 江崎グリコ